# Disperis breviloba
Disperis breviloba är en orkidéart som beskrevs av Bernard Verdcourt. Disperis breviloba ingår i släktet Disperis och familjen orkidéer. Inga underarter finns listade i Catalogue of Life.